# はたしょう二
はた しょう二（はた しょうじ、1967年1月17日 - ）は、日本の音響監督・ミキサー。サウンドチーム・ドンファン所属。兵庫県神戸市出身。本名は秦 昌二（読みは同じ）。

## 人物
1990年代から東京テレビセンターにてアニメ・洋画など多くの作品でミキサー（録音調整）を手がけた。以前ははたしょうじの名前で活動していた。作品には、音響監督とミキサーを兼任して携わることが多い。
2000年代後期からはFLASHアニメ作品に携わることが多くなり、特に蛙男商会作品やDLE作品の多くを手掛ける。

## 主な作品
特記のない限り、すべて音響監督としての活動である。※は録音および録音調整としてクレジットされたことを示す。

### テレビアニメ
1998年
- serial experiments lain※
- ポポロクロイス物語※
- 魔術師オーフェン※
- 夢で逢えたら※

1999年
- アークザラッド※
- キョロちゃん※
- THE ビッグオー※
- 魔術師オーフェンRevenge※
- ワイルドアームズ トワイライトヴェノム※

2000年
- 人造人間キカイダー THE ANIMATION※
- NieA_7※

2001年
- SAMURAI GIRL リアルバウトハイスクール※
- 逮捕しちゃうぞ SECOND SEASON※
- HELLSING※

2002年
- アベノ橋魔法☆商店街 録音エンジニア
- 王ドロボウJING 音響演出（アフレコ演出は菊田浩巳）
- GetBackers-奪還屋-※
- スパイラル －推理の絆－ 音響演出（アフレコ演出は井上和彦）
- 炎の蜃気楼※

2003年
- L/R -Licensed by Royal- 整音
- THE ビッグオー second season※
- スクラップド・プリンセス※

2004年
- サムライガン※
- tactics  録音演出（アフレコ演出は井上和彦）
- 火の鳥※

2005年
- うえきの法則 録音監督（アフレコ監督は井上和彦）
- 地獄少女※

2006年
- 地獄少女 二籠※
- DEATH NOTE※
- 魔弾戦記リュウケンドー（特撮作品）※

2007年
- 素敵探偵ラビリンス
- 逮捕しちゃうぞ フルスロットル
- 地球へ…※
- ファイテンション☆デパート（バラエティ&FLASHアニメ番組） アニメーション音響スーパーバイザー

2008年
- RD 潜脳調査室※
- 地獄少女 三鼎※
- トミカヒーロー レスキューフォース（特撮作品）※
- 美肌一族
- ペルソナ 〜トリニティ・ソウル〜 音響演出
- やさいのようせい N.Y.SALAD

2009年
- 君に届け※
- GA 芸術科アートデザインクラス※
- 東京マグニチュード8.0※
- FAIRY TAIL
- 秘密結社鷹の爪 カウントダウン※

2010年
- おおかみかくし
- 屍鬼※
- デュラララ!!※
- 這いよる! ニャルアニ リメンバー・マイ・ラブ （クラフト先生）（FLASHアニメ）
- モンハン日記 ぎりぎりアイルー村☆アイルー危機一髪☆（FLASHアニメ）

2011年
- うたの☆プリンスさまっ♪ マジLOVE1000%
- 君に届け 2ND SEASON※
- ドラゴンクライシス!
- HIGH SCORE（FLASHアニメ）
- HUNTER×HUNTER（日本テレビ版）※
- モンハン日記 ぎりぎりアイルー村G（FLASHアニメ）
- ユルアニ?
- ラストエグザイル-銀翼のファム-※

2012年
- 坂道のアポロン 録音監督
- ズモモとヌペペ
- 戦姫絶唱シンフォギア※
- 鷹の爪NEO 整音
- テルマエ・ロマエ
- となりの怪物くん※
- がんばれ!ルルロロ

2013年
- うたの☆プリンスさまっ♪ マジLOVE2000%
- ガラスの仮面ですがZ
- ガリレイドンナ
- 鷹の爪MAX 整音
- みにヴぁん※
- ログ・ホライズン

2014年
- 金色のコルダ Blue♪Sky※
- スペース☆ダンディ 録音監督
- ナンダカベロニカ※
- 幕末Rock 音響演出（アフレコ演出は川崎逸朗）
- FAIRY TAIL（第2期）
- 鬼灯の冷徹 音響演出（アフレコ演出は鏑木ひろ）
- オレカバトル

2015年
- うたの☆プリンスさまっ♪ マジLOVEレボリューションズ
- ローリング☆ガールズ
- ワンパンマン

2016年
- うたの☆プリンスさまっ♪ マジLOVEレジェンドスター
- SUPER LOVERS
- ReLIFE

2017年
- ACCA13区監察課
- SUPER LOVERS 2
- チェインクロニクル 〜ヘクセイタスの閃〜
- 鬼灯の冷徹 第弐期
- 魔法使いの嫁
- 妖怪ウォッチ（二代目）
- ディアホライゾン（被）

2018年
- ダーリン・イン・ザ・フランキス
- FAIRY TAIL ファイナルシリーズ
- 鬼灯の冷徹 第弐期その弐
- 妖怪ウォッチ シャドウサイド

2019年
- ブギーポップは笑わない
- 爆丸バトルプラネット
- 妖怪ウォッチ!
- ヴィンランド・サガ

2020年
- GREAT PRETENDER
- 憂国のモリアーティ

2021年
- EDENS ZERO
- 灼熱カバディ
- 月が導く異世界道中
- Sonny Boy

2022年
- 佐々木と宮野
- アオアシ
- SPY×FAMILY
- 転生したら剣でした

2023年
- HIGH CARD
- 薬屋のひとりごと
- 葬送のフリーレン

2024年
- FAIRY TAIL 100年クエスト

2025年
- 薬屋のひとりごと（第2期）

### OVA
1998年
- 青の6号※

1999年
- 真ゲッターロボ 世界最後の日※
- るろうに剣心 -明治剣客浪漫譚- 追憶編 音響演出（アフレコ演出は三ツ矢雄二）

2000年
- AMON デビルマン黙示録 音響演出
- GRANDEEK〜外伝〜 音響演出

2001年
- Z.O.E 2167 IDOLO※
- Memories Off※
- るろうに剣心 -明治剣客浪漫譚- 星霜編※

2002年
- ヨコハマ買い出し紀行 -Quiet Country Cafe- 録音監督

2003年
- 機動新撰組 萌えよ剣※
- Memories Off 2nd※

2004年
- 王ドロボウJING in Seventh Heaven 音響演出（アフレコ演出は菊田浩巳）
- 炎の蜃気楼〜みなぎわの反逆者〜※
- Memories Off 3.5 想い出の彼方へ レコーディングエンジニア
- Memories Off 3.5 祈りの届く刻… レコーディングエンジニア

2005年
- 撲殺天使ドクロちゃん※

2006年
- カレイドスター ぐっどだよ! ぐぅーっど!※
- Memories Off #5 とぎれたフィルム THE ANIMATION

2007年
- 爆裂天使 -INFINITY-※
- 撲殺天使ドクロちゃん2※

2009年
- 這いよる! ニャルアニ（FLASHアニメ）

2011年
- 英雄伝説 空の軌跡 THE ANIMATION※
- .hack//Quantum※

2012年
- るろうに剣心 -明治剣客浪漫譚- 新京都編※
- ルパンしゃんしぇい 整音（FLASHアニメ）

2013年
- 一撃殺虫!!ホイホイさんLEGACY

2022年
- とつくにの少女

### 劇場アニメ
1997年
- るろうに剣心 -明治剣客浪漫譚- 維新志士への鎮魂歌※

1998年
- スプリガン フォーリーデザイン

1999年
- 逮捕しちゃうぞ the MOVIE※

2002年
- 劇場版∀ガンダムI 地球光/II 月光蝶※
- シックス・エンジェルズ 録音エンジニア

2005年
- AIR

2007年
- CLANNAD※
- 秘密結社鷹の爪 THEMOVIE 総統は二度死ぬ※

2008年
- 菅井君と家族石 THE MOVIE※
- 秘密結社鷹の爪 THE MOVIE2 私が愛した黒烏龍茶※

2009年
- ピューと吹く!ジャガー〜いま、吹きにゆきます〜※

2010年
- 秘密結社鷹の爪 THE MOVIE3 http:// 鷹の爪.jpは永遠に※
- 秘密結社鷹の爪 THE MOVIE4 カスペルスキーを持つ男※

2011年
- ハイブリッド刑事※

2012年
- ドットハック セカイの向こうに 整音
- 劇場版 FAIRY TAIL 鳳凰の巫女

2013年
- ガラスの仮面ですが THE MOVIE 女スパイの恋! 紫のバラは危険な香り!?※
- 劇場版 HUNTER×HUNTER 緋色の幻影※
- 劇場版 HUNTER×HUNTER -The LAST MISSION-※
- ハル
- 秘密結社鷹の爪 鷹の爪GO 美しきエリエール消臭プラス※
- 秘密結社鷹の爪 鷹の爪シックス 島根は奴らだ※

2015年
- 屍者の帝国
- 天才バカヴォン〜蘇るフランダースの犬〜

2016年
- 映画 妖怪ウォッチ 空飛ぶクジラとダブル世界の大冒険だニャン!

2017年
- 曇天に笑う〈外伝〉 ～決別、犲の誓い～
- ひるね姫 〜知らないワタシの物語〜
- 劇場版 FAIRY TAIL -DRAGON CRY-
- 映画 妖怪ウォッチ シャドウサイド 鬼王の復活

2018年
- 君の膵臓をたべたい
- 映画 妖怪ウォッチ FOREVER FRIENDS

2019年
- 映画 妖怪学園Y 猫はHEROになれるか

2023年
- 劇場版 SPY×FAMILY CODE: White

### Webアニメ
2012年
- 鷹の爪.jp 整音

2020年
- 爆丸アーマードアライアンス

2022年
- ヴァンパイア・イン・ザ・ガーデン

2024年
- GREAT PRETENDER razbliuto